# Jagad (TV-serie)
Jagad (Originaltitel: The Fugitive), amerikansk TV-serie åren 1963–1967, som var en enorm succé över hela världen. Serien skapades av Roy Huggins. Totalt producerades det 120 avsnitt under fyra säsonger, de tre första i svart/vitt, den sista i färg.

## Handling

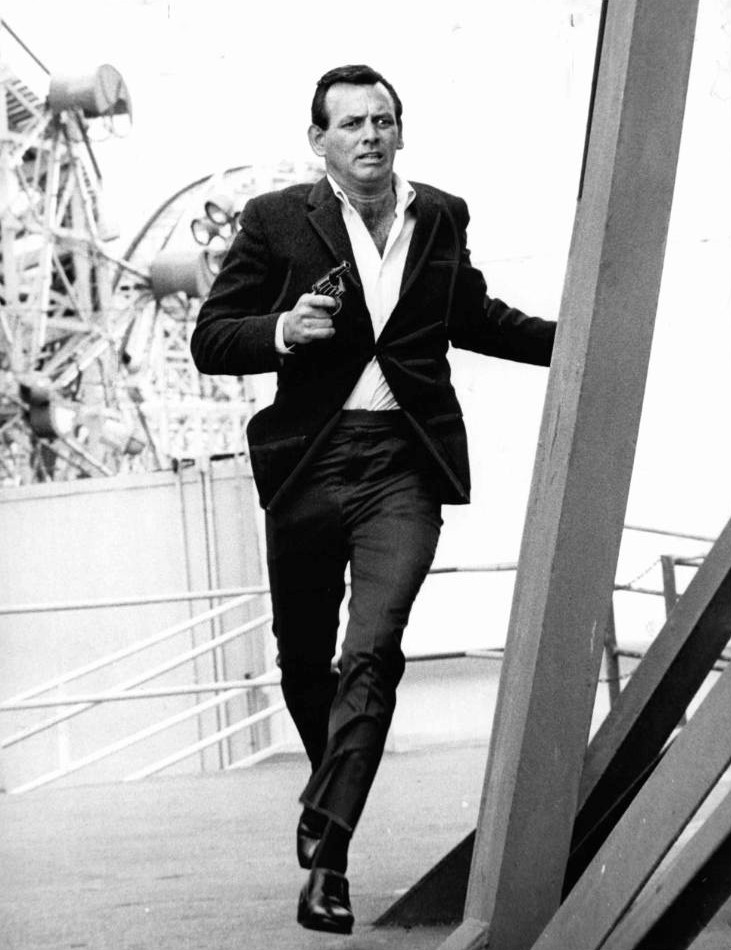
David Janssen som Richard Kimble.

Serien handlar om Dr. Richard Kimble (spelad av David Janssen), som oskyldigt blir anklagad och dömd för att ha mördat sin fru. Han jagas av polismannen Philip Gerard (spelad av Barry Morse) och under flykten försöker han leta reda på den skyldige, en enarmad man (spelad av Bill Raisch).

## DVD
Serien började ges ut på DVD i USA i augusti 2007 och i Sverige kom första halvan av säsong 1 ut 30 januari 2008. Andra halvan av säsong 1 gavs ut 14 maj 2008. I USA gavs säsong 2:1 ut den 10 juni 2008 och 2:2 den 31 mars 2009. Säsong 3:1 gavs ut 27 oktober och 3:2 den 8 december 2009. Den sista säsongen har släppts i USA, 4:1 den 2 november 2010 och sista delen, 4:2 har släppts den 15 februari 2011. I USA aviserades en komplett box med en del extra material, återställd musik (i större utsträckning än tidigare), samt inklusive borttagna scener i de separata boxarna, för utgivning i slutet av 2011. Men, som bolaget skrev, på grund av problem av teknisk karaktär, är premiärdatumet lagt på is. Denna kompletta box med extra material släpptes den 23 oktober 2012 i USA. De tre första säsongerna är i svartvitt och den sista i färg.
I USA protesterade upprörda fans när första delen av säsong 2 kom ut 2008. Filmbolaget CBS/Paramount hade nämligen bytt ut all originalmusik (förutom signaturmelodin) av Pete Rugolo och ersatt den med nykomponerad musik. Detta skulle kunna bero på problem med musikrättigheterna, vilket dock många haft invändningar emot, bland annat eftersom samma kompositörs musik förekommer i säsong 1. Snarare verkar man på filmbolaget ha tagit det säkra före det osäkra.

## Övrigt
En film kom 1993 med Harrison Ford och Tommy Lee Jones som byggde på serien.
Från 2000 till 2001 sändes en ny TV-serie med samma namn som var en remake på den serien.